# Trialeti
Trialeti (georgiska: თრიალეთი) är en daba (stadsliknande ort) i Georgien. Den ligger i den södra delen av landet, 52 km norr om huvudstaden Tbilisi, i distriktet Tsalka och regionen Nedre Kartlien. Trialeti ligger 1 554 meter över havet och antalet invånare är 565.